# モース島
座標: 北緯56度47分24秒 東経8度44分43秒 / 北緯56.79000度 東経8.74528度
モース島（Mors）は、デンマークの島。ユトランド半島北端、リムフィヨルド内西部にある。人口は約2万人。主な町は東岸中部にあるニュクービン・モース。ユトランド半島およびヴェンシュセルチュー島とは橋で結ばれている。

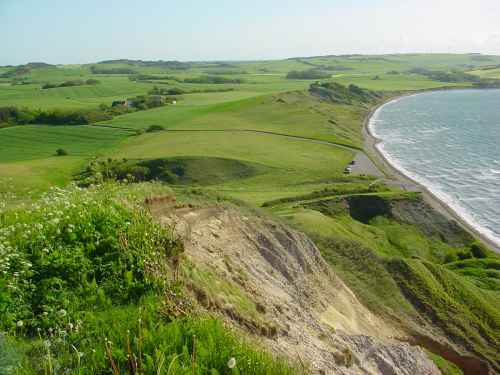
モース島